# Clementine Zernik
Clementine Zernik, geboren als Clementine Bloch, auch Clementine Ernst, (geboren 28. September 1905 in Wien, Österreich-Ungarn; gestorben 31. Dezember 1996 in New York City) war eine austroamerikanische Rechtsanwältin, Journalistin und Bibliothekarin.

## Leben
Clementine Bloch war eine Tochter des Anwalts, Steuerberaters und Finanzrats Max Bloch (1876–1947) und der Olga Bermann (1879–1969), der Journalist Richard Arnold Bermann (Arnold Höllriegel) war ein Onkel. Sie hatte eine Schwester.
Bloch besuchte in Wien das Humanistische Gymnasium des Vereins für erweiterte Frauenbildung und gehörte in der Republik Österreich zur ersten Generation Frauen, die zum Jurastudium an der Universität Wien zugelassen wurden. Bloch machte 1926 die erste Staatsprüfung und 1928 die zweite und dritte Staatsprüfung und wurde 1929 promoviert. Bloch absolvierte ein einjähriges Gerichtspraktikum und war von 1930 bis 1935 Rechtsanwaltsanwärterin. 1936 erfolgte die Eintragung Blochs in die Rechtsanwaltsliste für Wien, Niederösterreich und Burgenland. Als Strafverteidigerin hatte sie Mandate als Armenverteidigerin und am Jugendgericht.
Sie heiratete 1938 den Architekten Oskar Bern (gestorben 1948) und 1948 Herbert Zernik (geboren 1899). Nach dem Anschluss Österreichs 1938 wurde ihr Vater aus rassistischen Gründen verhaftet, und sie wurde aus der Rechtsanwaltskammer ausgeschlossen. Im Juli 1938 emigrierte sie in die Vereinigten Staaten. Ihren Eltern gelang 1939 die Emigration nach Palästina, auch ihre Schwester überlebte die Judenverfolgung. Da ihre Ausbildung in den USA nicht anerkannt wurde, arbeitete sie in einer Speditionsfirma in New York. Ab 1939 begann sie eine Lehrerinnenausbildung am Student Teachers College der Columbia University, die sie 1941 mit einem M.A. abschloss. Ende 1943 erhielt sie die Staatsbürgerschaft der Vereinigten Staaten.
Von 1940 bis 1943 arbeitete Zernik als Generalsekretärin der Flüchtlingshilfsorganisation „Austrian Action“. Sie ging 1944 mit der US-Army nach Europa, übersetzte für den „British Information Service“ deutsche Radiosendungen und arbeitete als Redakteurin und Übersetzerin in London für das United States Office of War Information beim Propagandasender „American Broadcasting Station in Europe“ (ABSIE), viele der Rundfunkbeiträge sprach sie auch selbst ein. 1946 war sie im besetzten Deutschland für die United Nations Relief and Rehabilitation Administration (UNRRA) tätig und leitete zeitweise ein Lager für Displaced Persons in Eschwege.
Ab Oktober 1948 bis 1975 arbeitete sie in New York als Bibliothekskraft in der Bibliothek der UNO. Zwischen 1954 und 1956 studierte sie an der School of Library Service der Columbia University mit einem Abschluss als M.Sc. und hatte Abschlüsse als promovierte Juristin, Lehrerin und Bibliothekarin. Sie war verantwortlich für den Datenverkehr mit der New York Public Library. Daneben war sie weiterhin in der Exilantenorganisation „Austrian American Federation“ tätig und wurde später deren Präsidentin.
1977 erhielt Zernik das Goldene Ehrenzeichen für Verdienste um die Republik Österreich, 1980 das Goldene Doktordiplom der Universität Wien und 1985 das Silberne Ehrenzeichen der Stadt Wien. Zernik beantragte 1993 die österreichische Staatsbürgerschaft.